# Asphalidesmus leae
Asphalidesmus leae är en mångfotingart som beskrevs av Filippo Silvestri 1910. Asphalidesmus leae ingår i släktet Asphalidesmus och familjen Dalodesmidae. Inga underarter finns listade i Catalogue of Life.